# Waymart (Pennsylvanie)
Waymart est un borough situé au centre du comté de Wayne, en Pennsylvanie, aux États-Unis,. En 2010, il comptait une population de 1 341 habitants, estimée au 1er juillet 2020 à 1 371 habitants. Le borough est incorporé le 8 avril 1851.

## Démographie
Lors du recensement de 2010, le borough comptait une population de 1 341 habitants. Elle est estimée, en 2020, à 1 371 habitants.